# 周王山國立公園
周王山國立公園（：／ Juwangsan Gungnip Gongwon */?）是位於韓國慶尚北道青松郡、盈德郡的山岳型國立公園。1976年3月30日指定，為韓國第12座國立公園，總面積107平方公里。

## 沿革
- 1976年3月30日：國立公園指定 (建設部告示第25號)。
- 1979年5月1日：公園管理事務所開所 (慶尙北道)。
- 1987年7月1日：國立公園管理公團設立 (自然公園法第49條之2)。
- 1987年8月5日：國立公園管理公團周王山管理事務所開所。
- 1991年4月23日：國立公園業務移管 (建設部→內務部)。
- 1998年2月28日：國立公園業務移管 (內務部→環境部)。

## 關聯區域
- 慶尙北道
  - 青松郡府東面、真寶面
  - 盈德郡知品面、達山面